# Arbalète

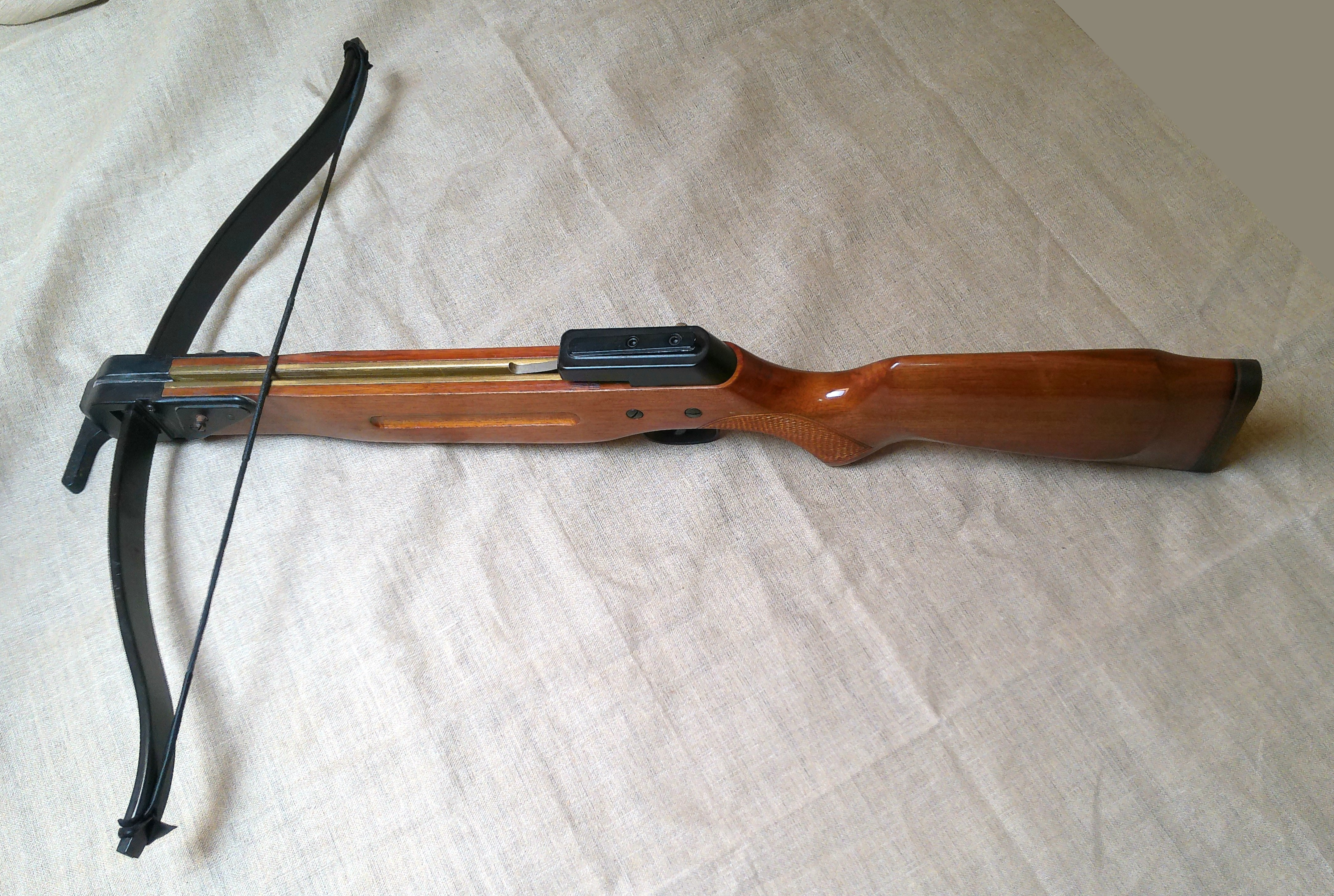
Une arbalète classique.

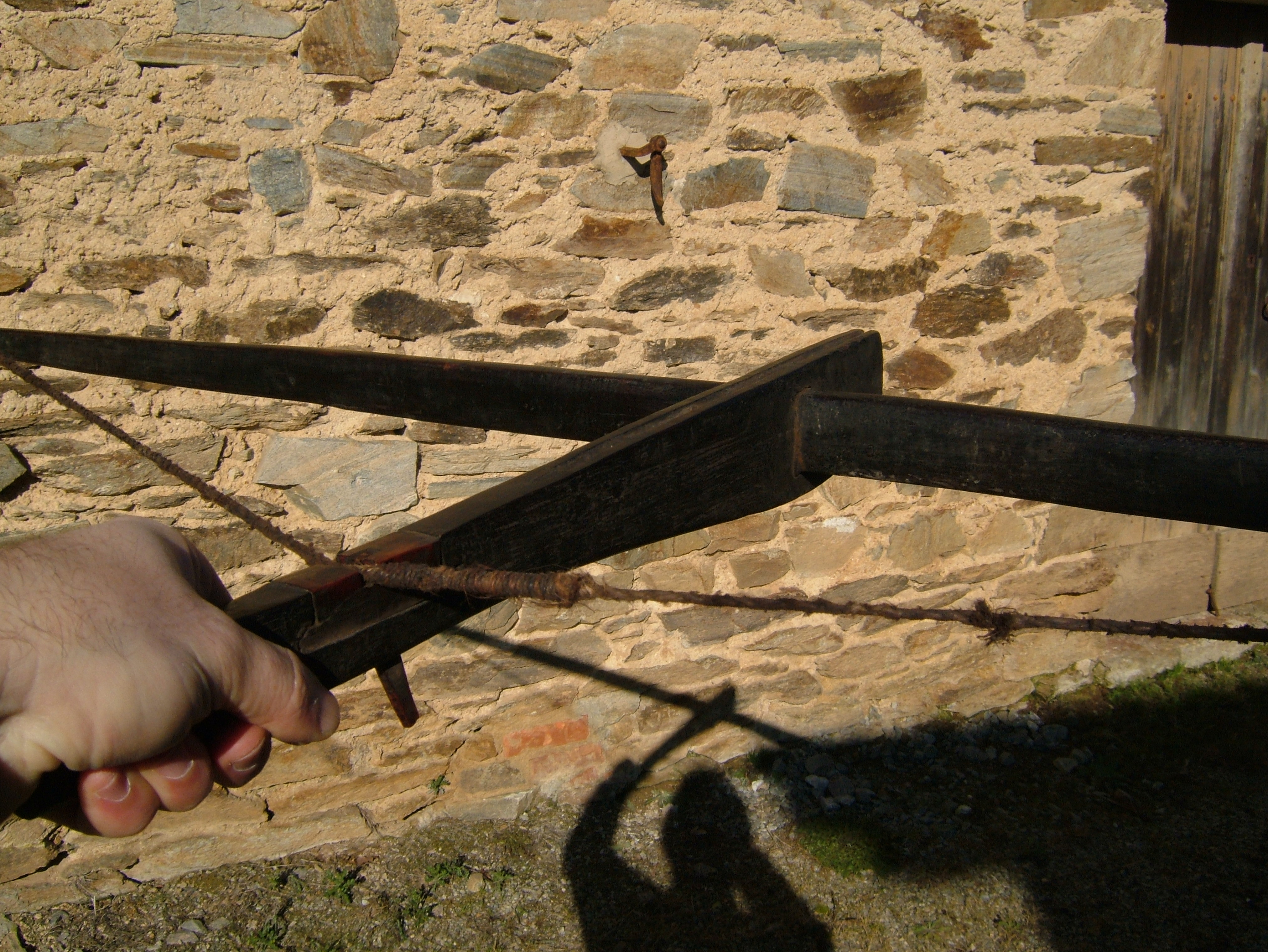
Arbalète naga

Pour les articles homonymes, voir Arbalète (homonymie).
L'arbalète (du latin arcuballista) est une arme de trait, constituée d'un arc monté sur un fût et lançant des projectiles appelés « carreaux ». Sa puissance et sa précision sont supérieures à celles d'un arc classique, mais la durée nettement plus longue de son rechargement la pénalise.

## Généralités et principes mécaniques
Dans son principe, l’arbalète n’est rien d’autre qu’un arc (ou systèmes similaires) pour lequel le maintien en tension de la corde est assuré non plus par la force physique du tireur, mais par une pièce rigide appelée arbrier, comme l’écrit Littré, ou arbier, organisée pour supporter le carreau, retenir la corde et la libérer au moment du tir au moyen d’un mécanisme simple.
Ce perfectionnement apporte plusieurs avantages. Une fois que la corde est tendue, le tireur n’a plus d’effort physique à fournir pendant qu’il vise. L’ajustement du tir s’en trouve facilité. La régularité de tension de la corde est à peu près absolue puisqu'elle est déterminée par le point d'ancrage sur l'arbrier, et donc indépendante du geste de l'archer. Ainsi l’efficacité du tir est moins conditionnée par l’habileté naturelle et le niveau d’entrainement du tireur. Avec une arbalète, il est aussi possible de tirer avec efficacité en position couchée.
La puissance de l’arbalète peut être augmentée suffisamment jusqu’à pouvoir percer les armures ou abattre les chevaux. En outre, la longueur des projectiles n’a plus à être définie en fonction de la morphologie de chaque tireur.

Noix d'arbalète :
1.Noix
2.Corde
3.Carreau
4.Gâchette

On trouve trace de l’arbalète avec un apogée en Chine dès l'Antiquité, et au Moyen Âge en Occident. L’arbalète peut être un objet simple avec un arc en bois d’une seule pièce et une simple encoche dans l’arbrier pour retenir la corde (par exemple l’arbalète prémédiévale dite de Charavine retrouvée dans le lac de Paladru en Isère, ou encore les modèles pygmées encore en usage en Afrique centrale). Mais la plupart des modèles contemporains de la guerre de Cent Ans sont de conception perfectionnée, avec système de détente à noix, arcs composites puis métalliques, et accessoires d’armement de la corde, qui en font des armes de technologie élaborée, et donc assez coûteuses.
Si pour la chasse, l’emploi de l’arbalète a été très apprécié en son temps, son usage militaire a provoqué des déboires célèbres sur le champ de bataille. La lenteur de mise en œuvre face aux troupes armées du grand arc droit traditionnel est souvent avancée comme explication (voir les chroniques des batailles de Crécy et d’Azincourt). Mais c’est probablement surtout l’option de vouloir remplacer les archers par des arbalétriers qui constitua une erreur. En tirant 5 flèches à la minute en rangs serrés, les troupes d’archers peuvent être utilisées comme des moyens de tir de suppression, alors que l’arbalète est plutôt dans le contexte de l’époque une arme de précision.

### Le carreau

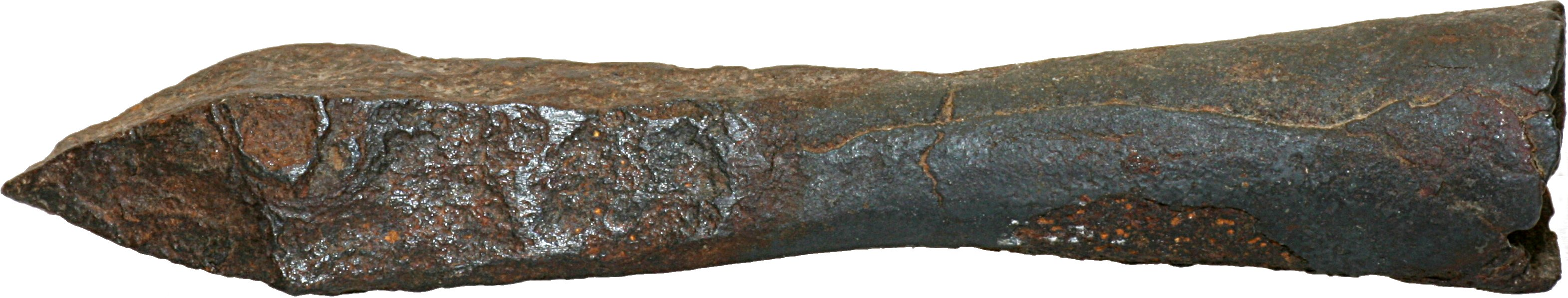
Carreau d'arbalète du XIVe siècle.

Le principe du carreau de l'arbalète est essentiellement celui d'une flèche, avec quelques différences mineures mais significatives sur le comportement balistique. Beaucoup plus courts, épais et lourd que les flèches d’arc, les traits d’arbalètes sont peu affectés par les efforts en flexion imposés à leur fût (spine) pendant le tir, qui perturbent la régularité du tir à l’arc. Il est ainsi possible de fabriquer sans trop de difficultés techniques en grande série, des lots de projectiles peu coûteux de qualité acceptable.

### Le jalet
Pour les articles homonymes, voir Jalet (homonymie).
Des arbalètes ont aussi été utilisées pour lancer des galets ou des balles (plomb, billes d'acier, etc.), appelés jalets, qui est un sens spécialisé du français central, alors que le sens original est conservé dans galet, forme normanno-picarde.

### Méthodes d'armement
Les arbalètes de puissance[Quoi ?] inférieure à 200 livres[Quoi ?] s'arment manuellement (la dénomination « puissance » et sa mesure en « livres » -une unité de masse- sont traditionnelles en archerie, bien qu'il s'agisse d'une force et non d'une puissance), au delà de 200 livres (environ 90 kgf), la puissance de l'arme oblige à tendre l'arbalète avec un bras de levier. Au delà de 500 livres (environ 225 kgf), des systèmes d'armement comme un treuil ou un cranequin sont nécessaires.

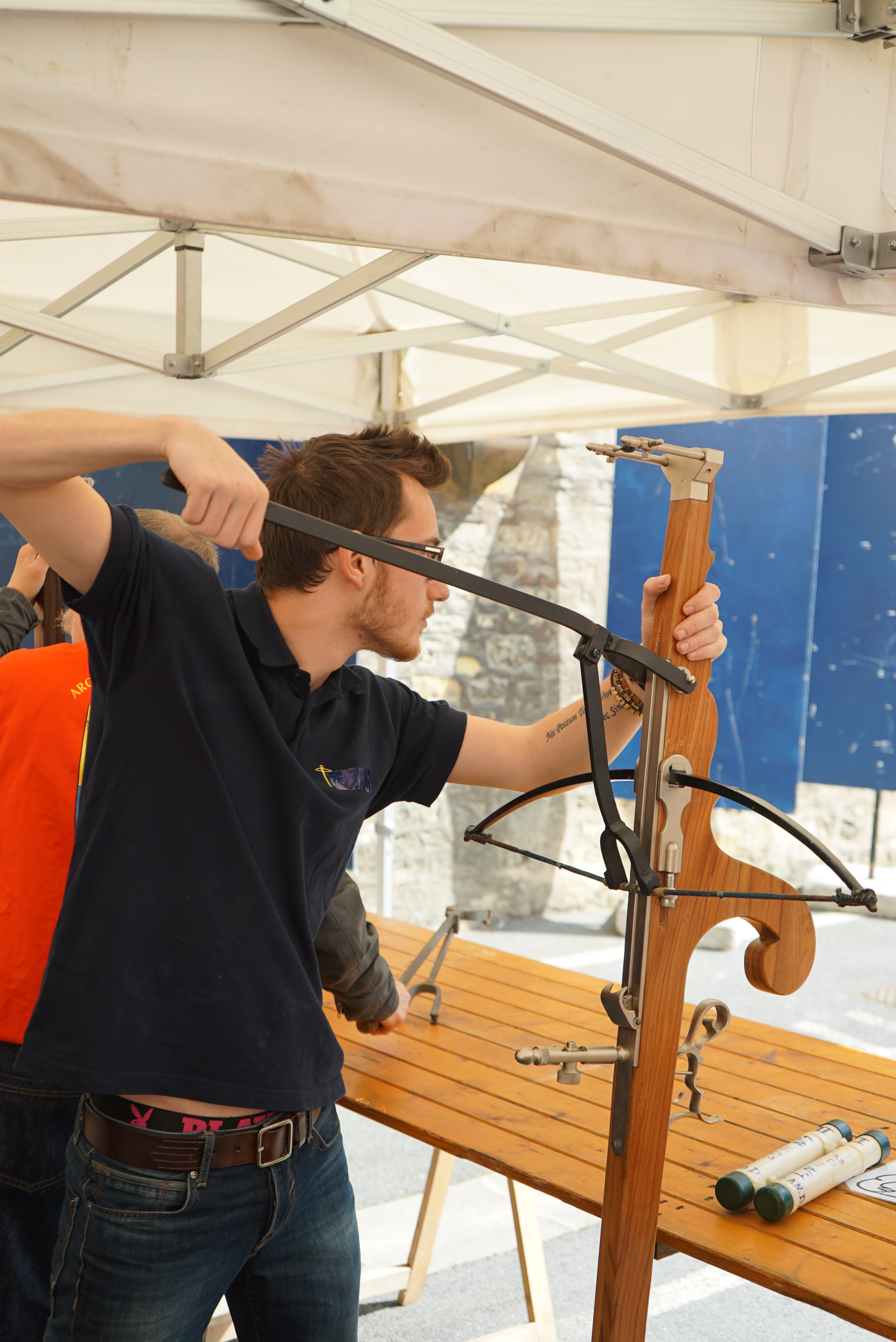
Armement à l'aide d'un bras de levier.

## Histoire

### Antiquité

#### Extrême-Orient
Les premières arbalètes apparaissent en Chine, durant la Période des Royaumes combattants qui couvre le Ve siècle av. J.-C. et jusqu'à 221 av. J.-C. L'arme ne disposant pas encore de système mécanique, la corde doit être tendue par le combattant en position allongée, tirant sur celle-ci avec ses bras et poussant avec ses pieds sur les demi-arcs. La gâchette se développe au cours de la période allant de la dynastie Qin aux Han. Ce sont des pièces en bronze.
C'est également durant la période des Royaumes combattants qu’apparaît la Chu ko nu (littː « arbalète de Zhuge »), une arbalète à répétition. Il s'agit d'une petite arbalète à levier permettant un rechargement rapide du trait, dont le nom provient d'une version de cette arme qui a été améliorée par Zhuge Liang, un célèbre stratège de la période des trois royaumes.

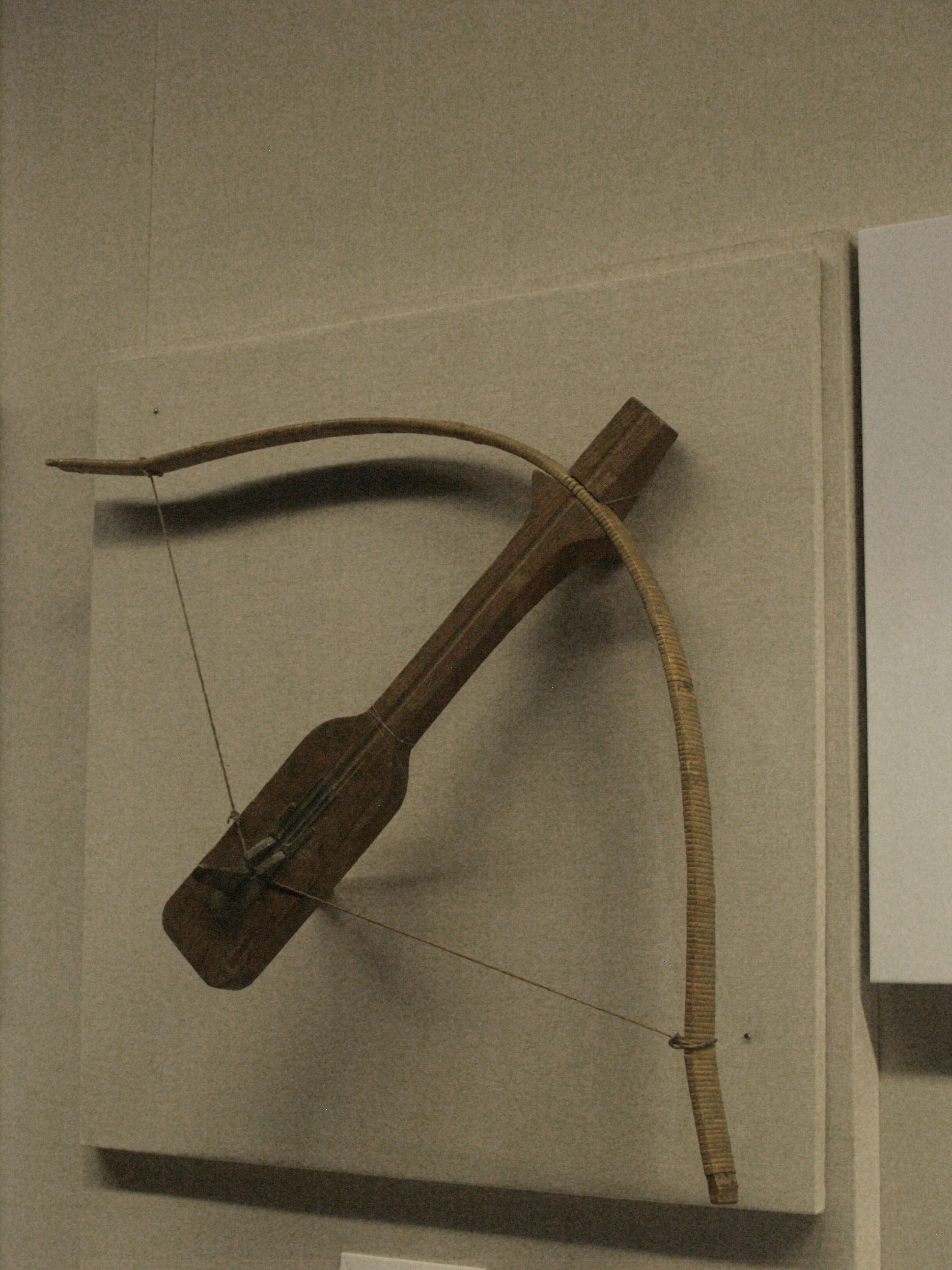
Arbalète (reconstitution) de l'armée du premier empereur Qin Shi Huang (221-207 av. n. ère), musée d'histoire du Shaanxi.
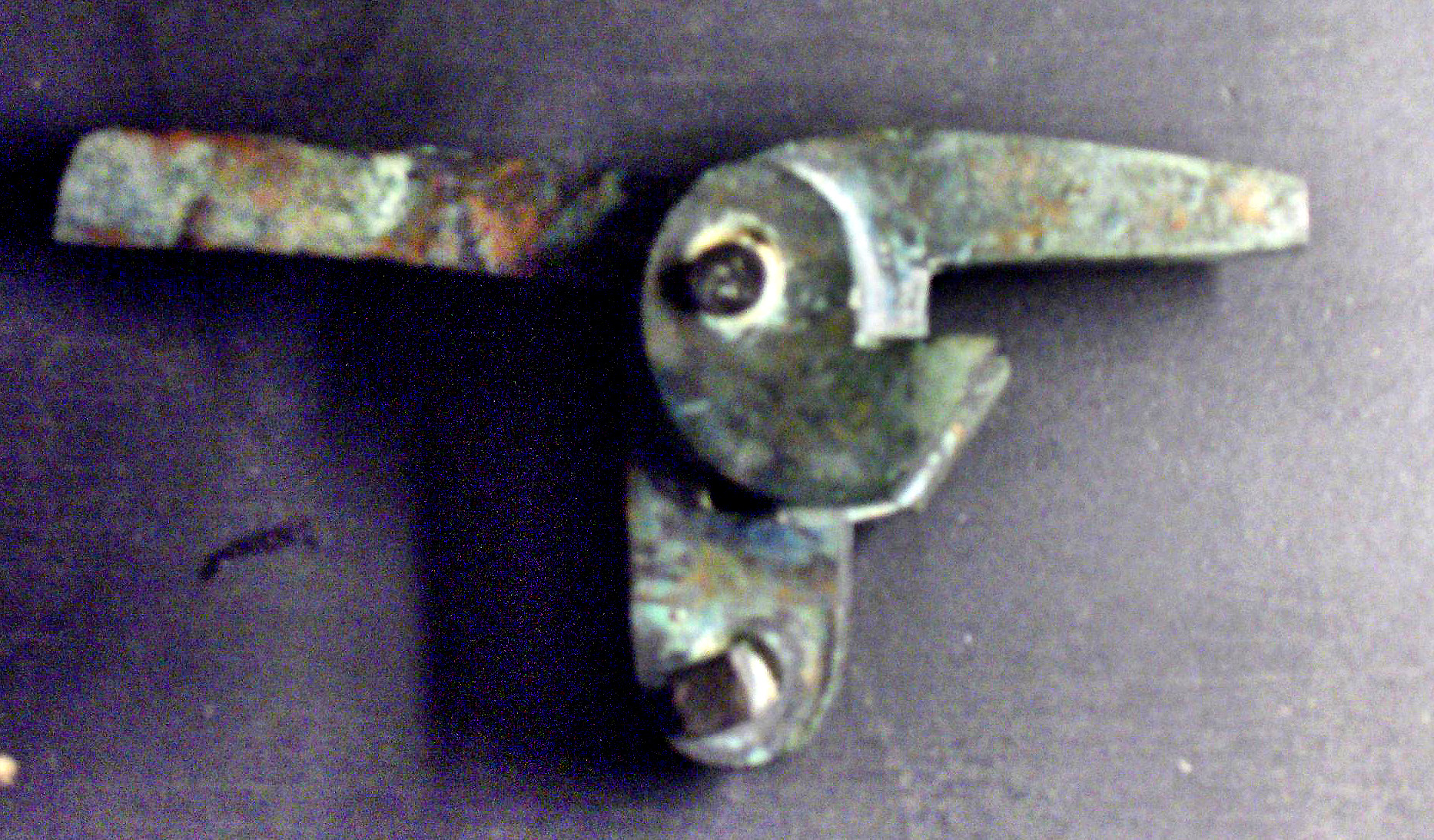
Détente destinée à une gâchette d'arbalète. Bronze[N 1], musée de l'armée du premier empereur, Xi'an.
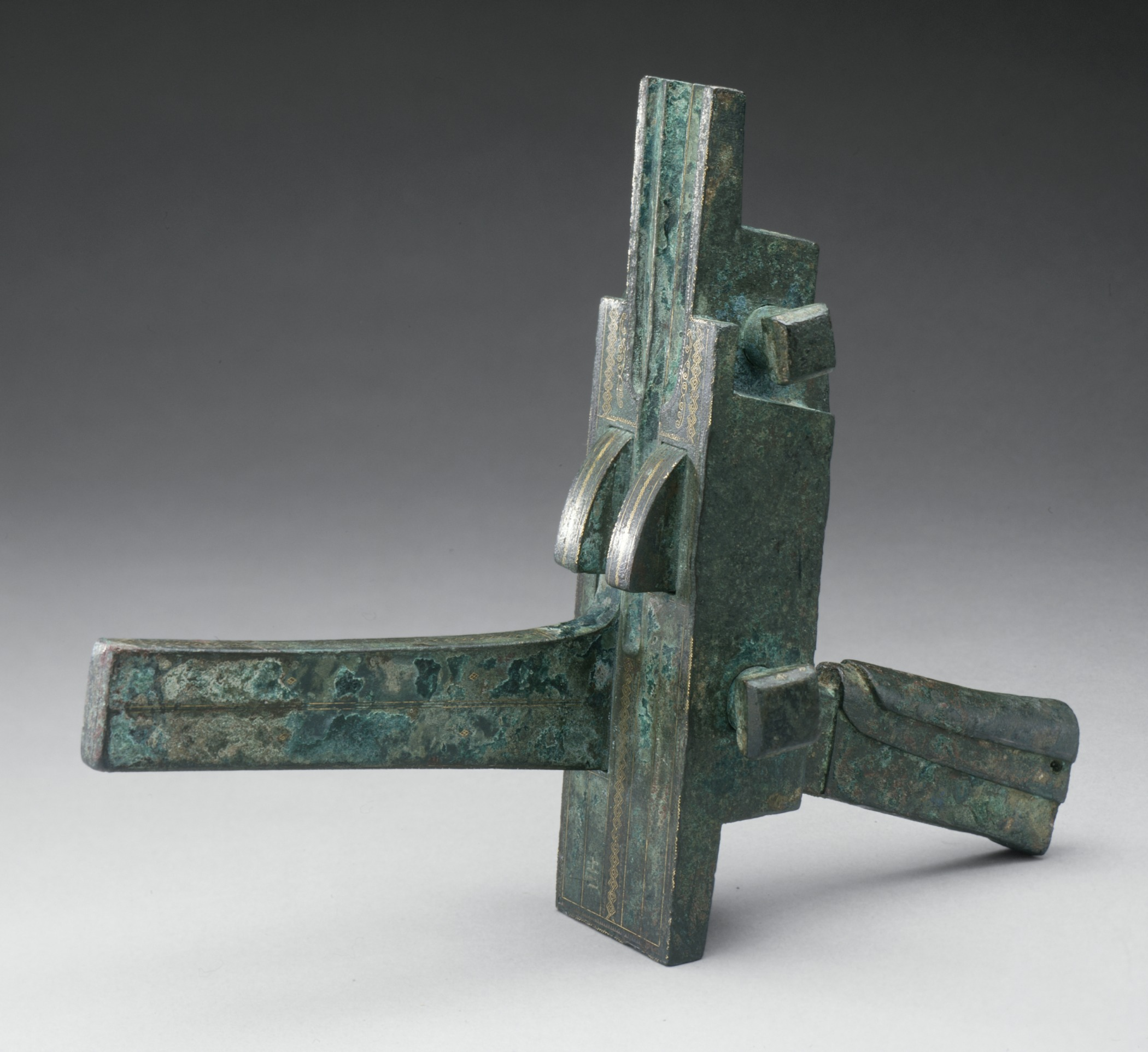
Élément central d'arbalète avec gâchettes. Bronze incrusté d'argent et d'or. Han occidentaux, Los Angeles County Museum of Art.
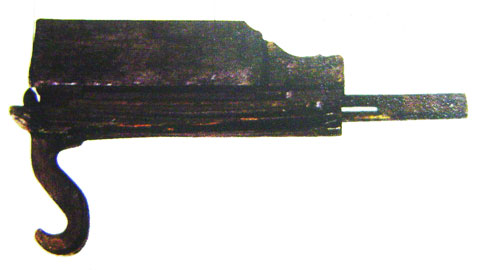
Modèle d'arbalète a répétition à deux coups. C'est l'arbalète à répétition la plus ancienne qui nous soit parvenue, elle a été trouvée dans une tombe de l'État de Chu datant du IVe siècle av. J.-C.

#### Grèce

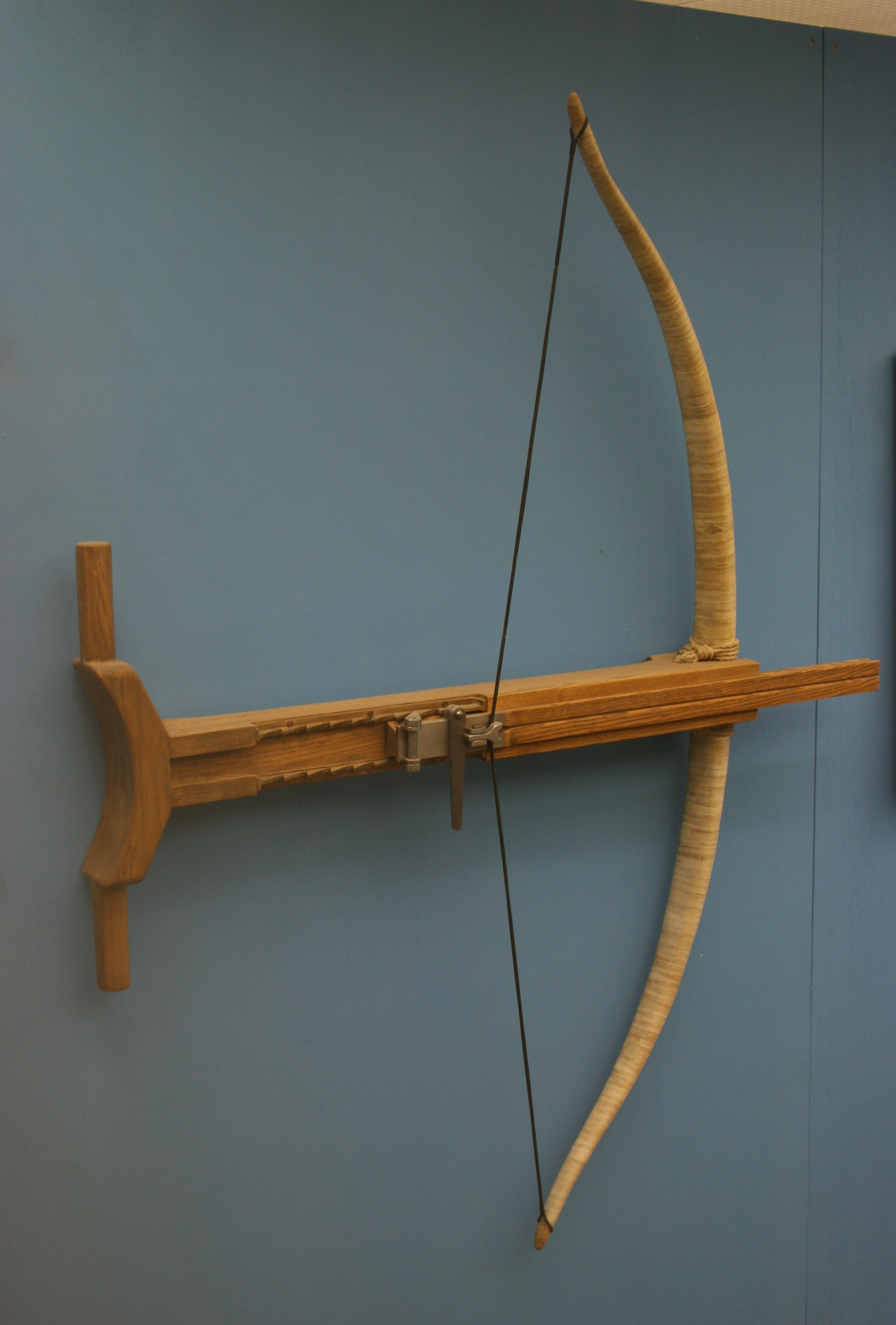
Gastrophète grec.

Les premières apparitions de développement des arbalètes en Europe ont lieu dans la Grèce antique au cours du Ve siècle av. J.-C.
Le gastrophète est l'ancêtre de l'arbalète, mais il s'agit d'une arme de siège. Son poids élevé permet en effet de douter d'une utilisation réelle sur un champ de bataille en dehors d'un contexte de siège. Elle fut remplacée par l'oxybeles (en) puis par la baliste.
Contrairement au gastrophète, l'arbalète dispose d'un système avec une détente.

#### Rome

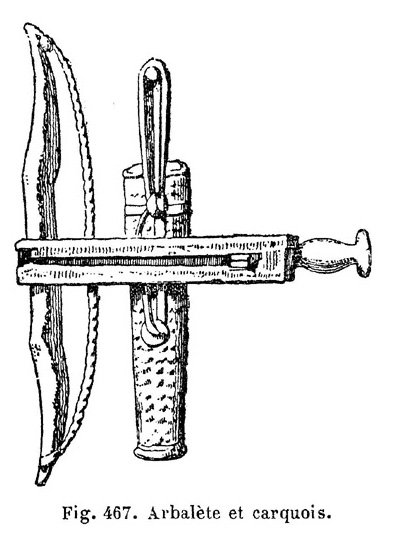
Arbalète romaine.

Dans l'Antiquité romaine, la Cheiroballistra, aussi appelée manuballista (littéralement baliste à main), est héritée du modèle des oxybèles grecs, il s'agit donc d'une arbalète à torsion. Ce modèle aurait subsisté jusqu'au Xe siècle. Le principe repose sur deux ressorts de crins ou de tendons de chaque côté du fût de l'arme, qui se tendent quand on ramène les deux branches en arrière.
Le commandant romain Arrien décrit dans son livre Tactica la formation au tir de la cavalerie romaine à l'aide d'une arme à main mécanique depuis un cheval. Des reliefs de la Gaule romaine dépeignent l'utilisation d'arbalètes dans des scènes de chasse. Ceux-ci sont remarquablement semblables à l'arbalète médiévale postérieure.

### Moyen Âge

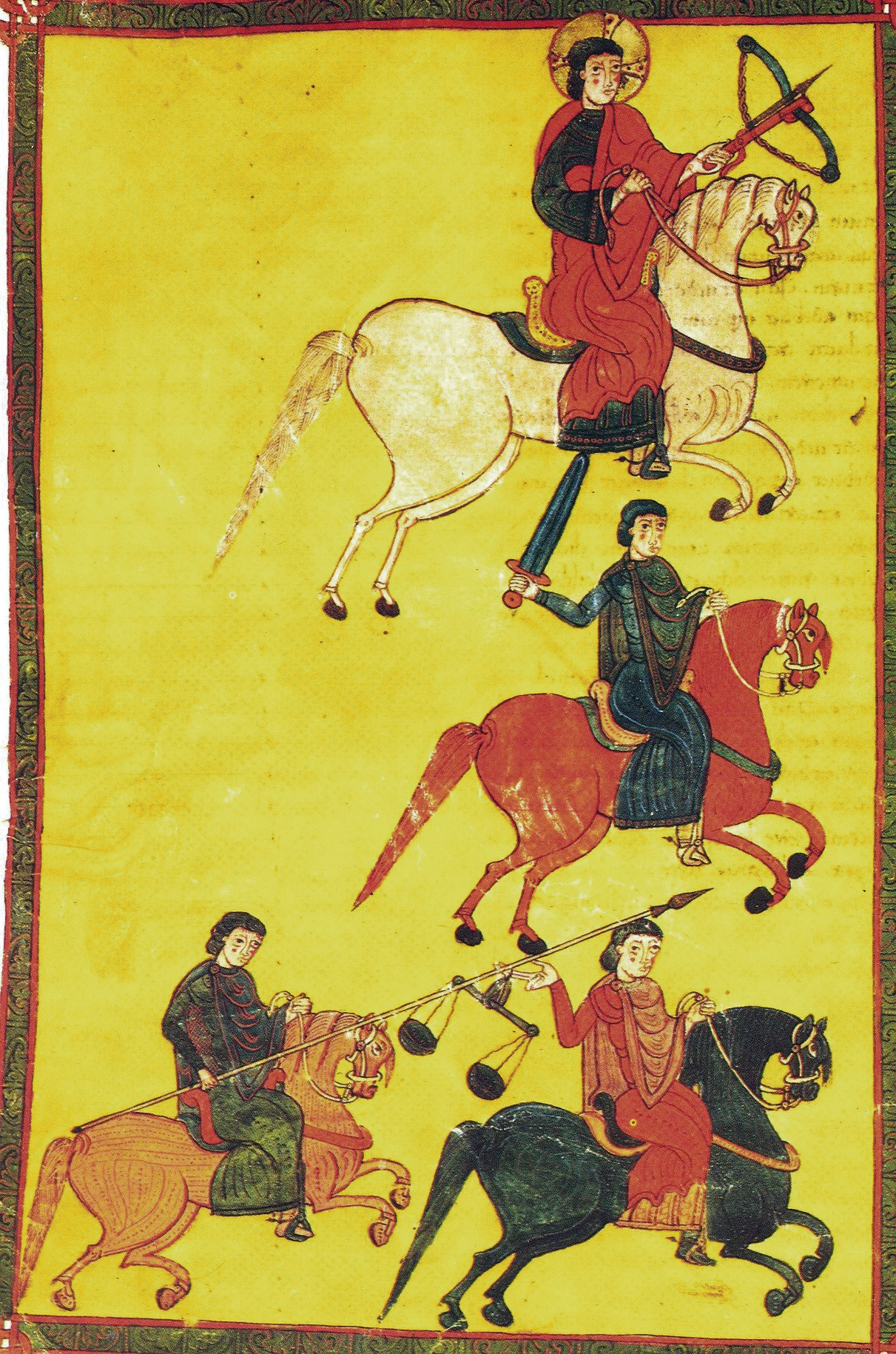
Les Quatre Cavaliers (1086, enluminure sur parchemin), plus ancienne représentation connue d'arbalète en Europe, cathédrale d'El Burgo de Osma.

Au Moyen Âge, l'arbalète est utilisée autant comme arme de chasse que pour la guerre. Méprisée par la chevalerie, elle est vue comme arme déloyale car, tuant à distance, elle ne permet pas à l'adversaire de se défendre. Ainsi, considérant que l’arbalète, qui n’exige pas une grande formation, permet à des soldats peu aguerris de tuer de loin un chevalier en armure qui a voué son existence au métier de la guerre, le clergé estime que c'est une arme immorale pour le peu de courage et de formation qu’elle exige de celui qui la manie. « Les Français la regardaient comme l'arme des lâches et refusaient de s'en servir. Avec cette arme perfide, disaient-ils, un poltron peut tuer sans risque le plus vaillant homme. » Malgré les progrès de l'artillerie, son emploi perdura. Ce n'est qu'au cours du XVIe siècle que l'arbalète ne servira plus qu'à la chasse.
L'arbalète apparaît sous sa forme moderne en Italie au milieu du Xe siècle. Les Mamelouks l'utilisent au moins pour la chasse au XIIe siècle.
En Europe chrétienne, l'arbalète est frappée d'anathème, car jugée trop meurtrière, et son usage est interdit en 1139 par le IIe concile du Latran et confirmée quelques années plus tard, en 1143, par le pape Innocent II, qui menace les arbalétriers, les fabricants de cette arme et ceux qui en faisaient le commerce d'excommunication et d'anathème. Cette interdiction, par ailleurs valable uniquement pour les combats entre chrétiens, reste médiocrement observée par les princes d'Occident, malgré les efforts du pape Innocent III pour réaffirmer, en 1205, les interdits du IIe concile du Latran, à tel point que l'arbalète est privilégiée à l'arc à cette époque. Aux XIIe et XIIIe siècles, malgré l'interdiction, Richard Cœur de Lion et Philippe Auguste développèrent des unités spécifiques d'arbalétriers, bien entraînées et équipées. L’efficacité de ces armes faisait de ceux qui les maniaient des soldats d'élite, très prisés, et très bien payés, ce qui leur permettait l'achat d'équipements de qualité. Les indications de l'époque font état des arbalétriers comme les troupes les mieux payées des armées occidentales, et parfois même mieux équipées que certaines classes de chevaliers. Cette arme fut aussi utilisée par les peuples orientaux durant les croisades, dans une forme similaire au modèle occidental, mais avec quelques subtilités de forme. Il existait aussi un modèle, peut-être expérimental, d'arbalète portative lance-grenades.

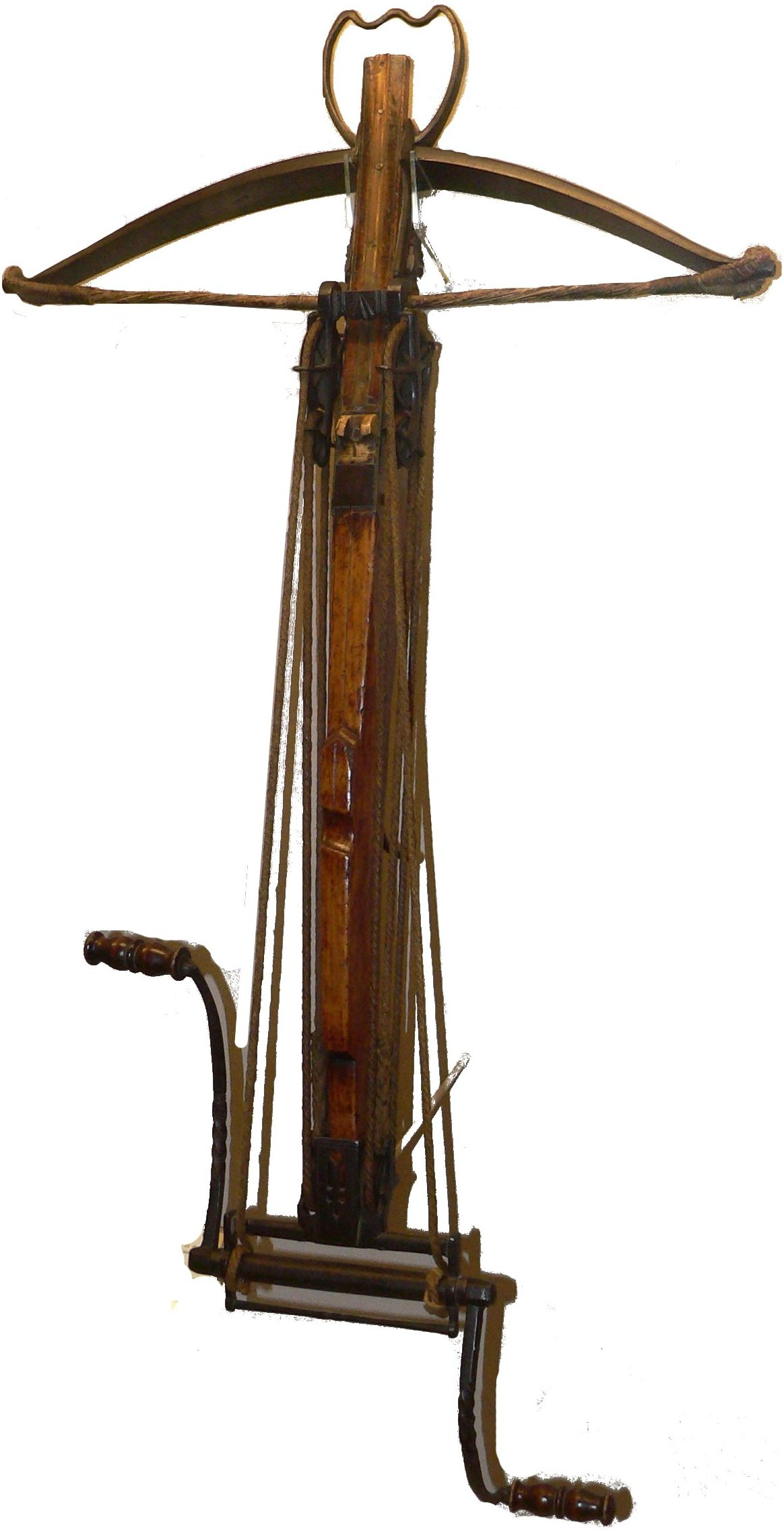
Arbalète médiévale suisse.

Durant les guerres de la fin du Moyen Âge, la France fait souvent appel à des mercenaires arbalétriers étrangers (notamment italiens, et en particulier génois), dont le tir pouvait percer une armure jusqu'à une distance de 90 à 100 mètres.
L'une des victimes les plus célèbres fut Richard Cœur de Lion qui mourut de la blessure infligée par un carreau d'arbalète en 1199.
Les progrès de la sidérurgie augmentent parallèlement la robustesse des armures et la puissance de l'arbalète avec la création de l'arc en acier, au début du XIVe siècle, qui remplace petit à petit les arcs en bois et les arcs composites (lamellé-collé : bois + tendons + corne, le tout encollé). On invente aussi un mécanisme complexe et coûteux, avec temps de rechargement de plus en plus long de 2 à 3 minutes (jusqu'à 30 minutes pour les modèles les plus puissants) comme le cric ou le treuil (appelé aussi le « moufle ») pour tendre l'arbalète. Les Italiens se distinguent dans la fabrication d'arbalètes particulièrement efficaces : un trait peut atteindre jusqu'à 350 km/h ! Cependant, à raison de deux coups par heure, elle est peu utilisée sur les champs de bataille. Par contre, lors des sièges, l'arbalétrier peut se mettre à l'abri, aussi peut-elle être utilisée concurremment à l'arc, l'archer tirant pendant que l'arbalétrier recharge son arme.
Le cranequin (du moyen néerlandais cranekijn « sorte d'arbalète ») était une arbalète à pied mais le terme a fini par désigner aussi le mécanisme particulier destiné à le tendre. Pour lever cette ambiguïté, l'arbalète elle-même a été renommée improprement cric d'arbalète, terme malheureusement utilisé de nos jours alors qu'il semble ne désigner qu'une partie de l'arme. Les cranequiniers étaient les utilisateurs (à pied ou à cheval) de ce type d'arbalète.
Les arbalètes, comme les arcs, ont pratiquement disparu lorsque les armes à feu, plus facile d'emploi, demandant moins d'entraînement, et aussi beaucoup moins chères, devinrent l'équipement de base du fantassin. Des utilisations marginales restent néanmoins attestées jusqu'à des époques très récentes, par exemple pour la chasse.

#### Un témoignage historique

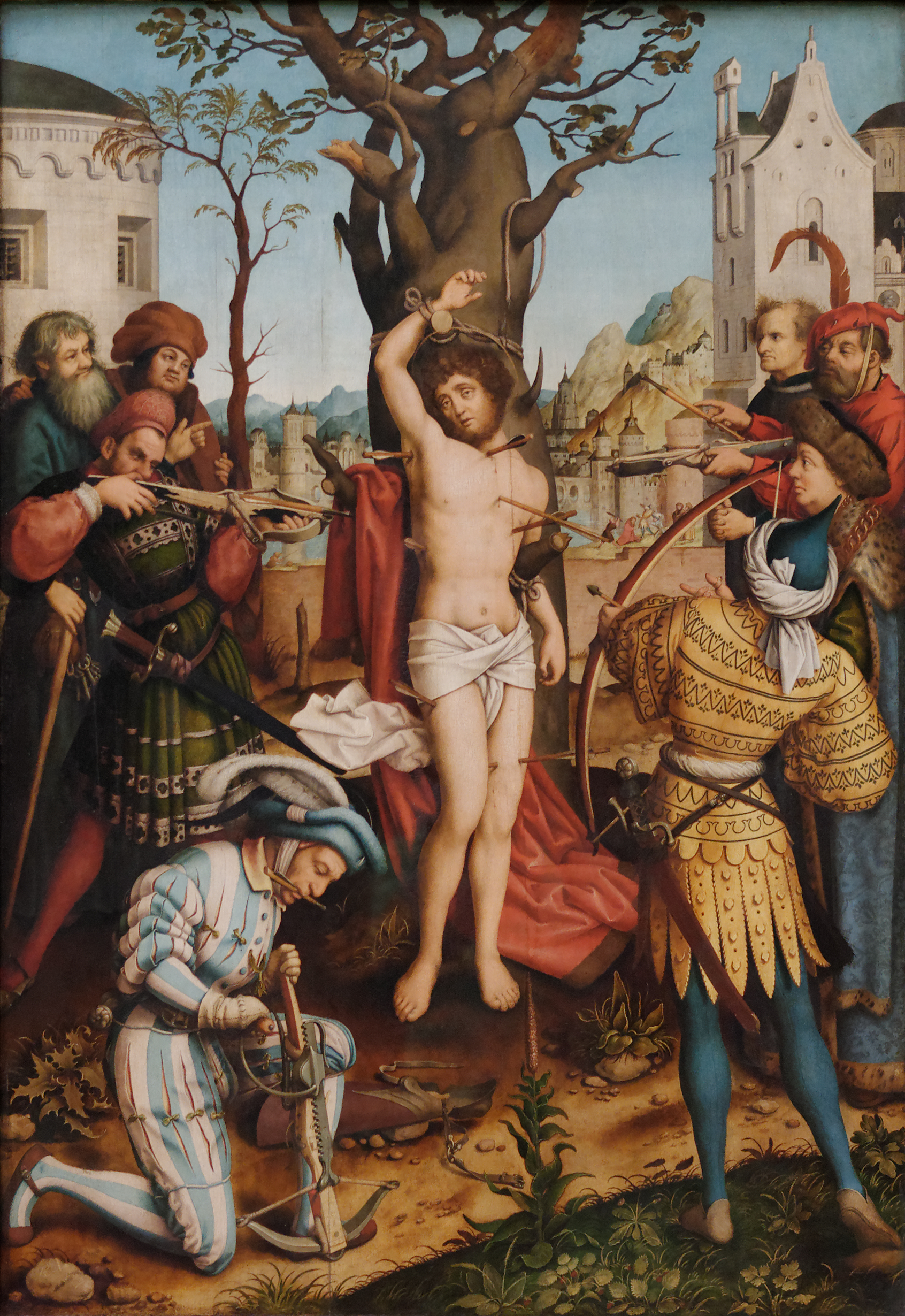
Le martyre de Saint Sébastien, Hans Holbein l'Ancien. Alte Pinakothek, vers 1516.

L'arme décrite par l'historienne byzantine Anne Comnène (1083-1148)
« La tsangra (arbalète en grec) est un arc barbare (étranger), absolument inconnu des Grecs (Byzantins). Il ne se tend pas (l'arc), […] celui qui tend cet instrument de guerre, particulièrement puissant, doit se tenir pour ainsi dire à la renverse et appuyer fortement les deux pieds sur les demi-cercles de l'arc, tandis que des deux mains, il tire à soi la corde avec grand effort. En son milieu se trouve une rainure semi-cylindrique qui touche à la corde elle-même, elle est à peu près de la dimension d'un trait de grande longueur et va de la corde jusqu'au milieu de l'arc (arbalète) : c'est par là que sont lancés des traits de toutes sortes.
Aussi bien, les traits qu'on y place, sont-ils très courts, mais très gros et munis au bout d'une redoutable armature de fer. Du fait de la projection, rendue violente par la corde et par toute la force déployée, les traits ne rebondissent pas en arrière de l'endroit où ils sont venus frapper […] mais traversent un bouclier, perforent une cuirasse de fer épais, et poursuivent leur vol de l'autre côté.
C'est à ce point qu'est violente et irrésistible la force de tels traits.
Ce trait a déjà transpercé une statue de bronze : venant à frapper le rempart d'une grande ville, ou bien il a disparu enfoncé dans l'épaisseur du mur.
Telle est l'action de la tsangra, action réellement diabolique ; celui qui est atteint par l'un de ces coups est bien malheureux, car il meurt subitement sans même sentir le coup, tant il est violent. »

### Afrique

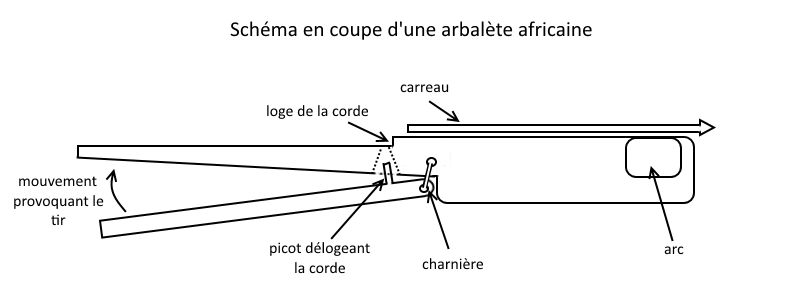
Schéma en coupe d'une arbalète africaine en deux pièces avec charnière.

Quelques explorateurs européens du milieu du XIXe siècle (entre autres Paul Belloni Du Chaillu, Richard Francis Burton) constatent la présence d'un type particulier d'arbalète répandu en Afrique côtière équatoriale.
Ce type d'arme est alors utilisé par diverses ethnies, réparties de l'actuel Gabon (Fangs et Mpongwe de la région de la rivière Ogooué) jusqu'au sud-est de l'actuel Nigéria en passant par le Cameroun.

L'arbalète africaine consiste en un long bras se séparant verticalement en deux branches. Ramener les deux morceaux ensemble fait rentrer un petit cylindre du morceau inférieur dans une cavité du morceau supérieur, cylindre qui déloge la corde et provoque le tir. Du milieu du XIXe siècle jusqu'au début du XXe, les principales théories expliquant la présence de ces armes dans cette région très circonscrite de l'Afrique, font état d'une invention locale (Sir Richard F. Burton était d'avis que l'arme était probablement d'invention locale et présente depuis un temps considérable.), ou bien d'une imitation « simplifiée » des arbalètes européennes.

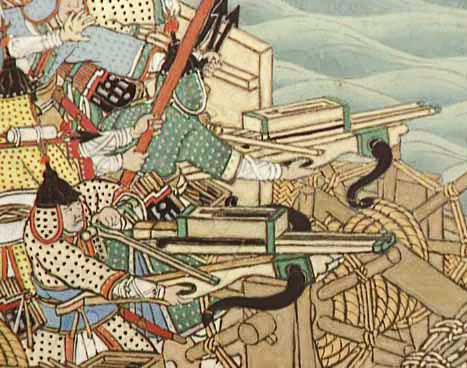
Arbalète à répétition à la fin du XVIe siècle, Corée de la dynastie Joseon.

Selon Henry Balfour, il ne s'agit ni d'une invention locale ancienne, ni d'une simplification d'une arme européenne, mais d'une reproduction « à l'identique » d'un modèle européen rudimentaire qui était répandu à l'époque des premiers contacts entre les européens et les africains de la côte.

### CoréeetJapon
Selon Thomas Louis et Tommy Ito, l'arbalète à flèche est apparue au Japon au VIIe siècle, équipant, pour l'essentiel, l'infanterie. Au cours du XVIe siècle, elle aurait été l'arme exclusive de certaines unités d'archers.
Elle fut utilisée sur les champs de bataille autant sous sa forme portative qu'en tant qu'arbalète de siège projetant des pierres (oyumi). Cette dernière disparut au début du XIIe siècle.
Les ninjas (shinobi) utilisaient les arbalètes en mettant à profit leur agilité pour choisir des postes de tir inusités (par exemple, depuis les toits).

## Arbalètes inventoriées
En Belgique :

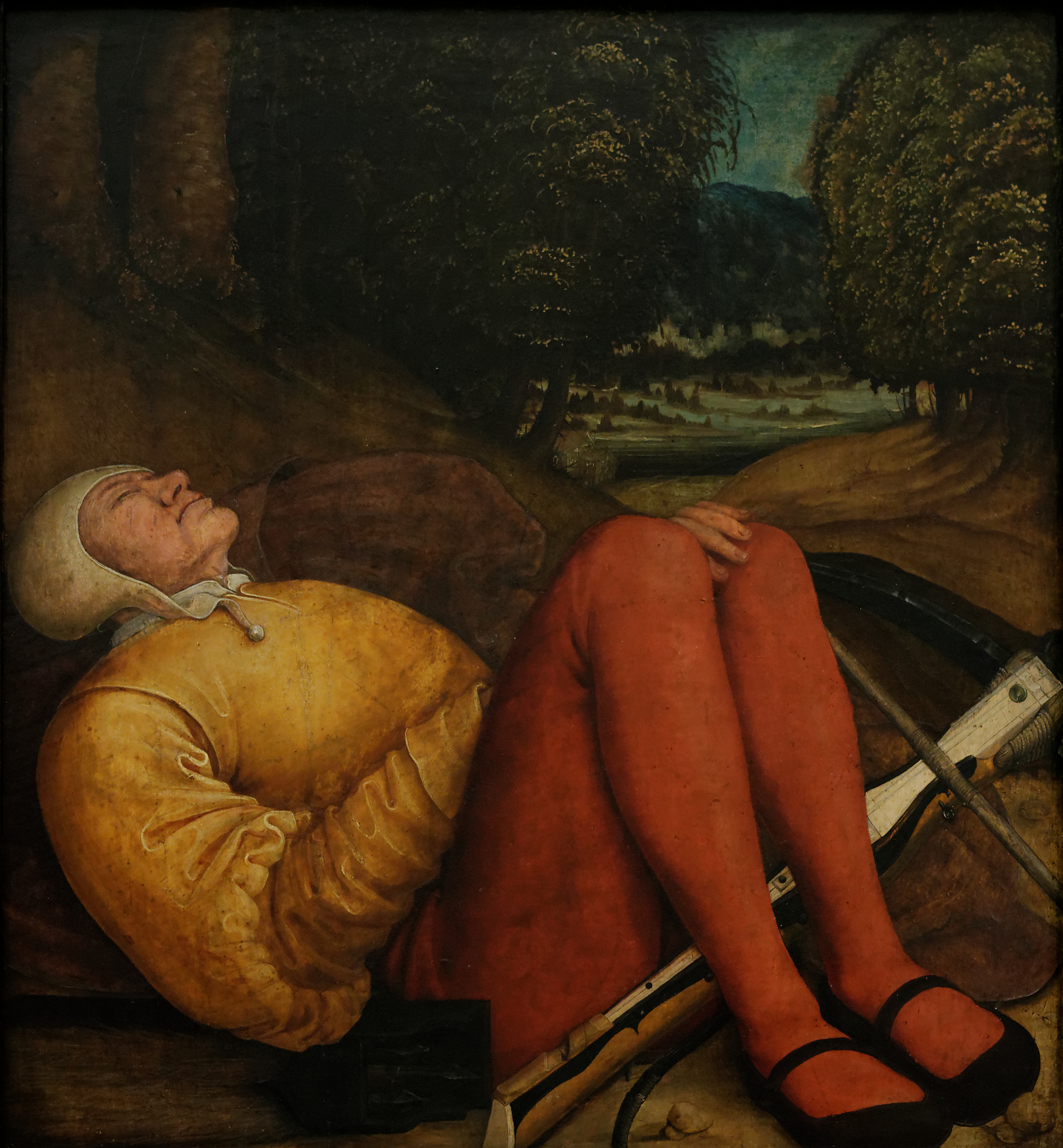
Gardien du Tombeau endormi avec son arbalète. Bernhard Strigel, 1520.

- Musée du Grand Serment Royal et de Saint-Georges des Arbalétriers de Bruxelles

En France, sept arbalètes ou carreaux ont été répertoriées par l'Inventaire général du patrimoine culturel :
- trois au musée historique de Haguenau dans le Bas-Rhin[26],[27],[28] ;
- un ensemble de trois arbalètes au musée de Mulhouse dans le Haut-Rhin, datant du XVIe au XVIIe siècle[29] ;
- un carreau de fer du XVe siècle, découvert et conservé au château de Bonaguil en Lot-et-Garonne[30].

## L'arbalète moderne
Les arbalètes modernes ont profité des progrès des arcs modernes : matériaux composites, arcs à poulie. À titre d'illustration, voici les caractéristiques techniques d'une arbalète de chasse moderne :

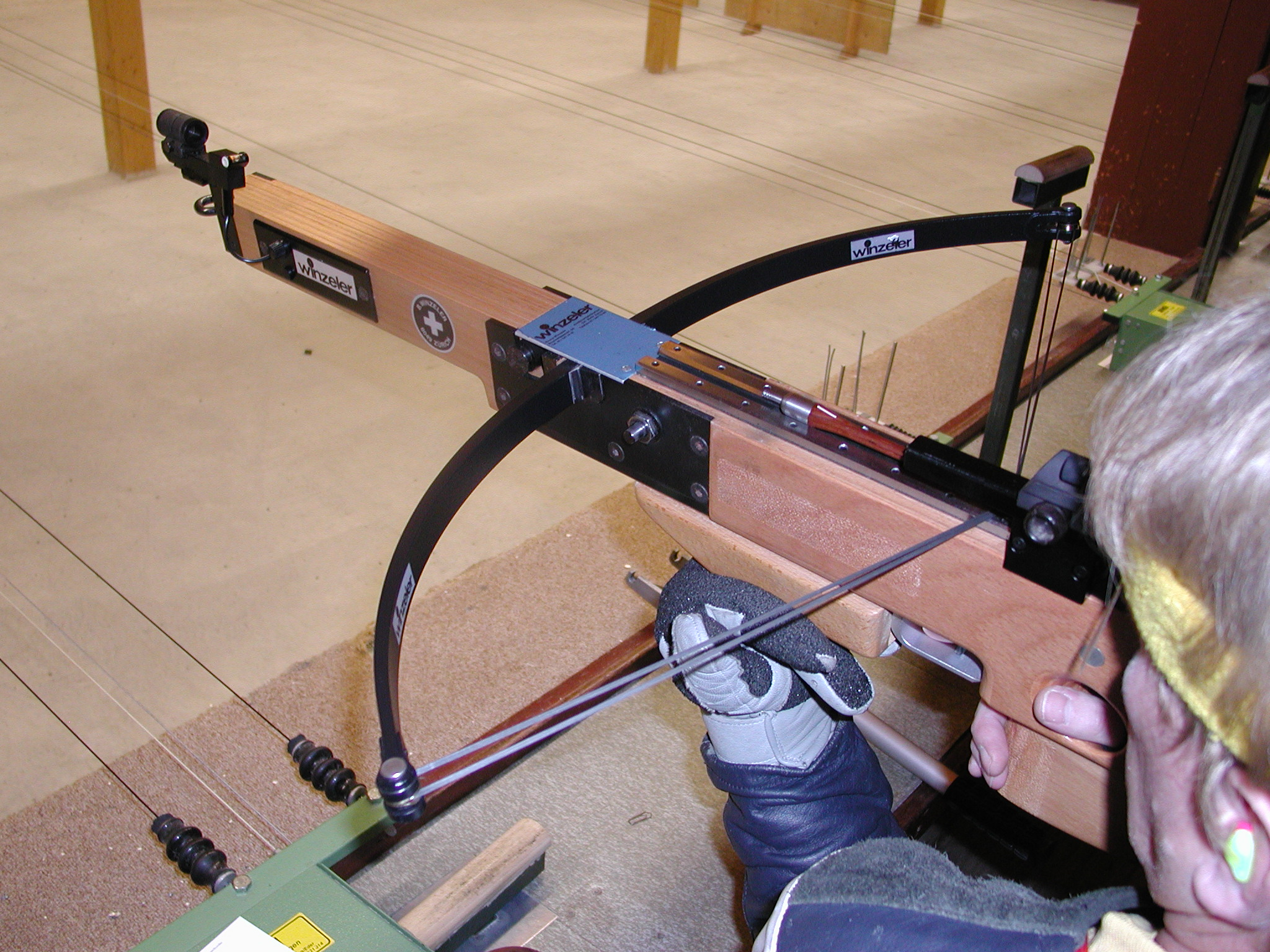
Arbalète moderne de compétition.

- Puissance : 150 livres (la force exercée pour maintenir l'arbalète armée, qui est aussi celle qui sera appliquée au projectile, correspond à celle d'un poids d'environ 68 kg, soit 667 newtons ; la dénomination « puissance » et sa mesure en « livres » -une unité de masse- sont traditionnelles en archerie, bien qu'il s'agisse d'une force et non d'une puissance) ;
- Vitesse initiale : 102 m/s (env. 367 km/h).

Certaines arbalètes modernes ont des particularités qu'on ne trouvait pas ou peu au Moyen Âge mais qui existaient déjà, pour certaines, durant l'Antiquité. On a trouvé notamment le principe de « l'articulation sur ressorts » : au lieu d'un arc flexible dont l'élasticité permet d'emmagasiner l'énergie qui propulsera la munition, ce sont des ressorts qui joueront ce rôle, l'arc (rigide, donc) n'ayant plus comme utilité que d'offrir un bras de levier pour tendre ces ressorts et un support pour placer la corde. On trouvait déjà ce principe durant l'Antiquité, notamment sur le « scorpion », grosse arbalète montée sur affût utilisée principalement par l'armée romaine. On notera aussi des systèmes de réarmement rapide de la corde comme sur le modèle « commando » de la marque Barnett, où l'arbrier se « casse » en deux niveaux d'une bascule (à la manière des fusils de chasse), ce qui a pour effet de tirer vers l'arrière des crocs qui emportent avec eux la corde. Lorsque le mouvement inverse est opéré (on « referme » l'arbrier), la corde reste en arrière, maintenue par la noix (ou la pièce du mécanisme équivalente), tandis que les crocs repartent en avant de l'arbrier pour laisser la corde suivre sa course naturelle durant le tir. L'adjonction d'un système de poulies, d'un palan ou d'un quelconque système de démultiplication des forces permettra par ailleurs de diminuer l'effort que doit offrir le tireur pour réarmer son arbalète par rapport à un système de réarmement classique.
Il existe aussi des pistolets arbalètes, généralement d'une puissance de 50 ou 80 livres, qui déploient environ 8,5 joules d'énergie cinétique.

### Usages

#### Chasse, loisirs et science

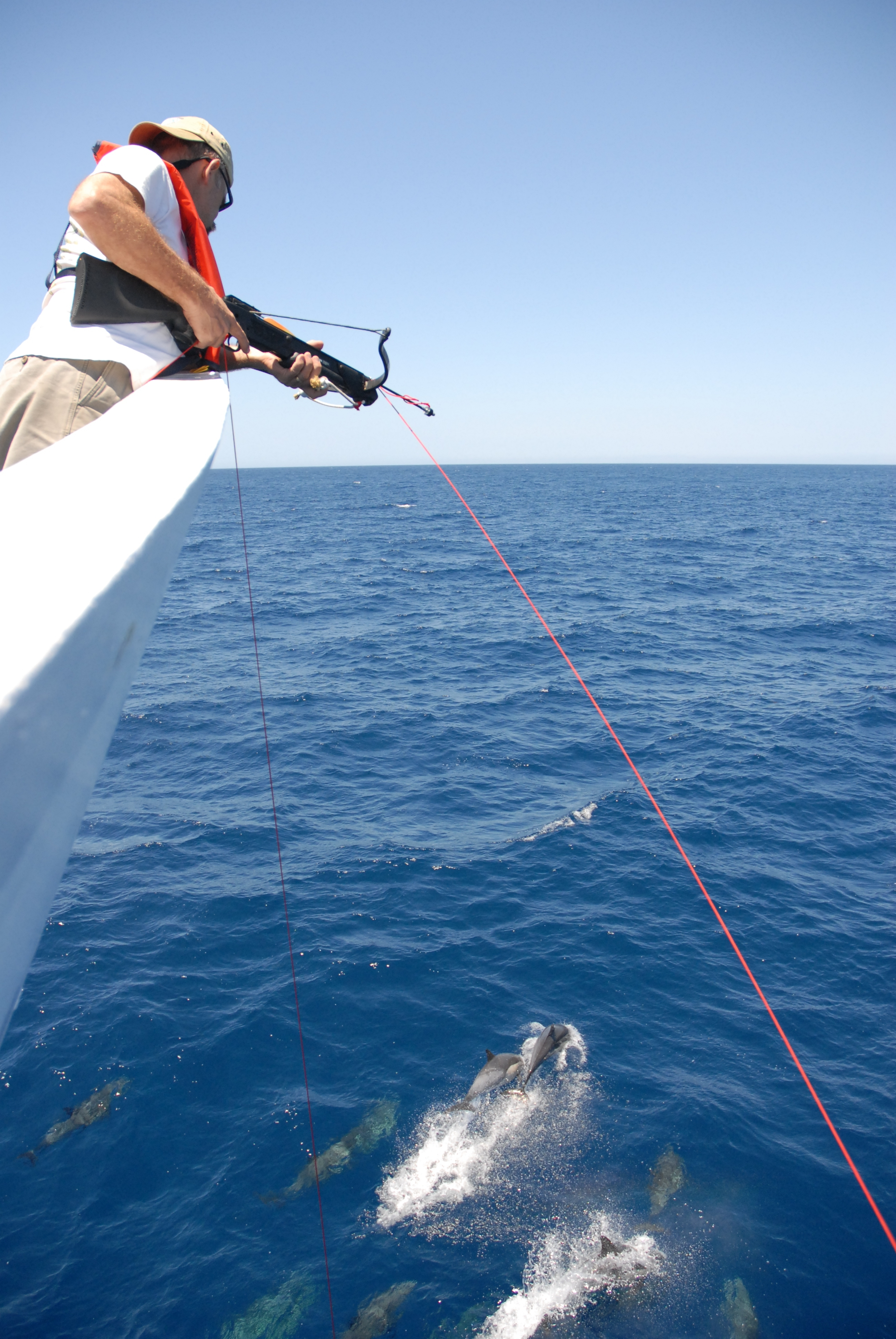
Pêche scientifique pour obtenir des échantillons de tissus de dauphins nageant dans le sillage d'un bateau de la NOAA en 2010.

Les arbalètes sont utilisées pour le tir sportif, la chasse à l'arc ou pour prélever des échantillons de graisse des mammifères marins pour la recherche scientifique.
L'arbalète est encore utilisée comme arme dans des sociétés de tir d'agrément (Nord de la France, Belgique, Pays-Bas…). Cependant, contrairement à l'arc, le tir à l'arbalète n'est pas un sport olympique. On distingue deux disciplines reconnues par la fédération française de tir :
- l'arbalète Match (tir à 10 mètres et 30 mètres) ;
- l'arbalète Field (tir à 10, 18, 35, 50 et 65 mètres).

La chasse à l'arbalète est techniquement possible, mais parfois interdite (notamment en France). Elle est par contre largement pratiquée sur le continent nord-américain sans restriction. Dans certains pays tels que le Canada ou le Royaume-Uni, les arbalètes sont moins lourdement réglementées que les armes à feu, et donc plus populaires pour la chasse. Toutefois au Canada, les arbalètes qui peuvent être tirées avec une main et les arbalètes d'une longueur globale de 500 mm ou moins sont prohibées. Il est donc impossible d'en posséder ou d'en acquérir légalement.
- L'arbalète désigne aussi l'arme employée en chasse sous-marine où la propulsion d'une flèche entièrement métallique est assurée par des élastiques puissants aussi appelés « sandows »[34]. Mais à ne pas confondre avec les sandows des arbalètes terrestres (ces deux armes sont totalement différentes).

#### Utilisation militaire et paramilitaire
Dans les temps modernes, les arbalètes ne sont plus utilisées pour les assassinats mais il y a encore certaines applications militaires.
- En Amérique latine, l'armée péruvienne équipe certains de ses soldats avec des arbalètes et de la corde pour établir une tyrolienne en terrain difficile[35]. L'armée de terre brésilienne entraine également ses soldats au maniement des arbalètes[36],[37].
- Aux États-Unis, la société SAA International Ltd a développé un lance-grappin comme solution contre les mines pour le théâtre du Moyen-Orient. Ce dispositif a été évalué avec succès en Colombie et en Bosnie[38]. Il est utilisé pour sonder et faire exploser des mines jusqu'à 50 mètres[38]. Réutilisable jusqu'à 20 fois, la ligne peut être rembobinée sans s'endommager. Le dispositif est particulièrement utile dans les situations tactiques où la discrétion est importante[39].

#### Autres usages
- L'arbalète a aussi quelques usages pratique en construction, pour le lancement, dans certains cas particuliers, de la cordelette légère qui servira à tirer des câbles (arbalète ou fusil lance-amarre).
- Certains artistes de cirque ou de music-hall utilisent l'arbalète, dans une version plus complexe des numéros de lanceurs de poignards. Ces numéros sont extrêmement dangereux, et il n'est pas rare de voir se produire de graves accidents[40].
- Certains adeptes de la reproduction historique ou du grandeur nature utilisent des arbalètes factices et des carreaux en mousse pour simuler l'utilisation de cette arme.

## Dans les arts et la fiction
Guillaume Tell, héros légendaire suisse qui aurait vécu au XIVe siècle, est un arbalétrier célèbre. Sous la contrainte d'un de ses ennemis, il dut envoyer un carreau d'arbalète dans une pomme posée sur la tête de son propre fils.
Le carreau d’arbalète tiré du château de Châlus par Pierre Basile et qui a blessé mortellement Richard Cœur de Lion a ainsi changé le cours de l’histoire de l’Europe en permettant à Philippe II Auguste de donner au royaume de France l’essentiel de ses frontières actuelles.
Dans la série The Walking Dead (AMC), Daryl Dixon utilise une arbalète, arme silencieuse dont les projectiles sont réutilisables.
Dans l'univers de la Guerre des étoiles, Chewbacca et le peuple Wookiee utilisent des pistolets laser reprenant une forme d'arbalète.
Dans la série Vikings (saison 3 et 4) les Francs défenseurs de Paris utilisent des arbalètes alors inconnues des assaillants vikings.
Dans la série Buffy contre les vampires, les héros utilisent occasionnellement des arbalètes en tirant des traits de bois à la place des carreaux afin de détruire les vampires en visant le cœur.